# Kernkraftwerk Kola
Das Kernkraftwerk Kola (russisch Кольская АЭС [anhörenⓘ]) besteht aus vier Druckwasserreaktoren vom Typ WWER-440, zwei der ersten Generation, dem Modell V-230 und zwei der zweiten Generation, dem Modell V-213. Die vier Reaktoren mit je einer Leistung von 440 MW liefern etwa 60 % der benötigten elektrischen Energie in der Region Murmansk.
Das Kernkraftwerk befindet sich im äußersten Nordwesten Russlands an der Grenze der Halbinsel Kola zum Inland, 20 km von der Stadt Poljarnyje Sori (russisch Полярные Зори) entfernt in der Oblast Murmansk und liegt am Imandra-Stausee, aus dem es seine Kühlwasserversorgung bezieht. Eigentümer und Betreiber des Kraftwerkes ist das staatliche russische Monopolunternehmen Rosenergoatom.

## Geschichte
Der Bau des Kernkraftwerkes Kola ging auf den zunehmenden Energiebedarf der auf der Halbinsel Kola befindlichen Hüttenbetriebe zurück und wurde im März 1964 entschieden. Zu den Hüttenbetrieben zählten zwei metallurgische Kupfer-Nickel-Anlagen, drei metallurgische Eisenerzanlagen, eine Aluminiumanlage und eine Phosphatanlage, deren Energiebedarf bislang von 6 Wasserkraftwerken in der Region, entlang der Flüsse Niva, Kovda, und Tuloma mit einer Gesamtleistung von 569 MW gedeckt wurde.
Für das neu anzusiedelnde Kraftwerkspersonal, ca. 2000 Personen, zuzüglich deren Familien wurde der 20 km vom Kraftwerk entfernte Ort Poljarnyje Sori gewählt. Mit dem Bau der ersten Wohngebäude für das Kraftwerkspersonal wurde 1967 begonnen.

### Reaktoren der 1. Generation WWER 440 Modell V-230
Baubeginn des ersten Doppelblocks war am 1. Mai 1970 für den ersten Reaktor und für den zweiten am 1. Januar 1973. Der Block 1 wurde am 26. Juni 1973 zum ersten Mal kritisch, der Block 2 am 30. November 1974. Am 28. Dezember 1973 ging der erste und am 21. Januar 1975 der zweite Reaktorblock in den kommerziellen Betrieb.
Die installierten Reaktoren vom Typ WWER-440/230 der 1. Generation weisen im Vergleich zu den Sicherheitsstandards westlicher Reaktoren  eine Reihe von Sicherheitsmängeln aus. Ein wesentliches Defizit besteht darin, dass das Sicherheitssystem der Reaktoren nicht das Gesamtspektrum der möglichen Kühlmittelverluststörfälle abdeckt, sondern ist auf Rohrbrüche von 100 mm Durchmesser mit einer Öffnung von 32 mm Durchmesser beschränkt. Zur Beherrschung dieser Leckagegröße (kleiner Kühlmittelverluststörfall / SB-LOCA) sind alle Komponenten des Primärkreislaufes, die unter Reaktordruck stehen, in der Reaktorgebäudestruktur, dem hermetic Confinement eingeschlossen, um einen Aktivitätsaustritt aus der Anlage zu verhindern. Für größere Rohrleitungsbrüche sind Gebäudeklappen installiert, die bei dem anfänglichen Druckpeak nach dem Störfall eine größere Menge radioaktiven Dampf an die Umgebung abgeben.

### Reaktoren der 2. Generation WWER 440 Modell V-213
Am 1. April 1977 bzw. 1. August 1976 wurde mit den Bauarbeiten zum zweiten Doppelblock mit den Reaktoren Kola-3 und Kola-4 begonnen. Der Block 3 wurde am 7. Februar 1981 zum ersten Mal kritisch, der Block 4 am 7. Oktober 1984. Die Reaktoren gingen am 3. Dezember 1982 und am 6. Dezember 1984 in kommerziellen Betrieb.
Die Reaktoren der 2. Generation verfügen über eine verbesserte Gebäudestruktur mit höherer Dichtheit und höherer Festigkeit sowie über ein Dampf-Kondensations-System zum Druckabbau (Bubbler Condenser Containment), womit auch große Rohrleitungsbrüche (größter Kühlmittelverluststörfall / LB-LOCA) beherrscht werden.

### Nachrüstmaßnahmen in den 1980er und 1990er Jahren
- Im Rahmen eines 1987 implementierten Programms verbringen die Kraftwerksoperateure jährlich 3½ Wochen mit Teamtraining, Simulatorarbeit und psychologischen Tests.[6]
- 1988 wurde eine neue Abteilung für Personalauswahl und -schulung geschaffen sowie Einrichtungen für psychologische und physische Tests und ein Trainingssimulator für installiert.
- 1989 wurde das Wasserversorgungssystem zur Brandbekämpfung der Anlage verbessert. Weiterhin wurden zum Brandschutz die Stromkabeln mit feuerhemmenden Materialien überstrichen.
- 1989 wurde das Borinjektionssystem der Anlage modifiziert und  die Schweißnähte eines Reaktorbehälters geglüht, um Versprödungsprobleme zu beheben.
- Es wurden schnell wirkende, automatisierte Ventile installiert, um die Dampfleitungen für die Dampferzeuger der Anlage zu trennen.
- In Druckbehältern der Blöcke 1 und 2 wurden Abschirmelemente (Dummy-Brennelemente) installiert, um den Neutronenfluss an den Behälterwänden zu verringern.[7]
- Für die Blöcke 3 und 4 wurde Entlüftungssysteme am oberen Reaktorbehälterdeckel und an anderen Höhenpunkten des Primärkreislaufs installiert.
- Nach dem Tornado-Vorfall von 1993 erhielten Diesel-Notstromaggregate größere Kraftstoffvorräte und wurden verbessert, um einen Neustart zu gewährleisten.[6]

### Internationale Unterstützung der Nachrüstmaßnahmen
1991 wurden von der IAEA Sicherheitsüberprüfungen für mehrere Kernkraftwerke vom Typ WWER-440/230 durchgeführt, die sich auf die Anlagentechnik wie auch auf die Betriebsführung der Kernkraftwerke bezogen. Es betraf die Kraftwerkesblöcke: Bohunice 1–2 (Slowakei), Kozloduy 1–4 (Bulgarien) sowie Novovoronezh 3–4 und Kola 1–2 (Russland). Ziel war es, die Länder bei der Sicherheitsüberprüfung der Kernkraftwerke zu unterstützen, um Konstruktions- und Betriebsschwächen zu ermitteln und die technische Grundlage für die Verbesserung der Kraftwerkssicherheit zu liefern. Etwa 1300 spezifische Sicherheitselemente wurden bei der Überprüfung identifiziert, die hinsichtlich ihrer sicherheitstechnischen Bedeutung in vier Kategorien mit zunehmendem Schweregrad eingestuft wurden.
Norwegen unterstützte das Kernkraftwerk Kola in vier Projektphasen von 1993 bis 2002 mit einem Kostenaufwand von 140 Mio. Kr (15,13 Mio. Euro), der sich im Besonderen auf die folgenden Bereiche des Anlagenbetriebes bezog: Notstromversorgungen (Dieselgeneratoren), internationale Kommunikation, Brandschutz für Schaltanlagen, Instrumentenerneuerung und Personalschulungen in Norwegen.
Finnland unterstützte 1993 das Kraftwerk Kola mit 4 Mio. FM (720.040 USD) zur Anschaffung eines Kraftwerks-Simulators, mit dem Störungen und Unfallsituationen sowie Änderungen am Anlagendesign simuliert werden können. Zudem werden Kola-Operateure von den Finnen im Simulator-Betrieb geschult. Der finnische Kraftwerksbetreiber Imatran Voima Oy (IVO) wurde in ein Nachrüstprogramm zur Bereitstellung eines ergänzenden Notspeisewassersystems eingebunden.
Deutsche Hilfe: Durch Siemens erhielt Kola ab 1993 verschiedene Anlagensysteme sowie hierzu das technische Know-how, wie die Überwachungssysteme auf lose Teile, Geräusche und Vibrationen. 1996 untersuchten Siemens-Experten die Unversehrtheit von Schweißnähten an Dampferzeugeranlagen im Werk mit einem vom Unternehmen bereitgestellten Mastmanipulator.
Nukem unterstützte das Kraftwerk bei der Modernisierung der Anlagen für radioaktive Abfälle in Kola. Es umfasst die Ausstattung der vorhandenen Verbrennungsanlage für radioaktive Abfälle der Anlage mit einem neuen Abgasreinigungssystem und den Bau einer Aufbereitungsanlage für flüssige radioaktive Abfälle sowie Überwachungsgeräte zur Messung des Restbrennstoffs in gebrauchten Brennelementen liefern.
Europäische Union: Aktivitäten zur probabilistischen Sicherheitsanalyse für die Blöcke 3 und 4, Untersuchung der Versprödung von Reaktordruckbehältern, technische Bewertung von Nachrüstungsmaßnahmen in den Blöcken 3 und 4 sowie Bewirtschaftungsplan für ein Endlager für Abfälle aus dem Kola-Kraftwerk, Forschungseinrichtungen und der Atom-getriebenen Marineschiffe.
USA: Das Projekt „Kola Confinement Leaktightness“ für Reaktoren Kola WER-440/230-Blöcke 1 und 2 wurde im Februar 1993 initiiert und 1996 abgeschlossen. Das Hauptziel des Projekts bestand darin, die Dichtheit des Confinements der Reaktoren mit einer Vielzahl von Durchdringungen von Rohrleitungen, Türen und Luken zu überprüfen und zu verbessern. Die Drucktests der Confinements wurden in Block 2 im Mai und in Block 1 im November 1996 durchgeführt.
Das amerikanische Unternehmen Promatec war in die Erneuerung der Druck- und Brandschutzbarrieren im Confinement der Blöcke 1 und 2 eingebunden sowie dem Abdichten von Kabeldurchführungen und Schweißnähten. Durchdringungs-Versiegelungsausrüstungen wurden 1995 an das Kraftwerk übermittelt.

### Nachrüstmaßnahmen zur Betriebszeitverlängerung der Reaktoren
Die Reaktoren hatten ursprünglich eine Betriebserlaubnis für 30 Jahre. Nach mehreren Verlängerungen ist nun ein Betrieb von Block 1 bis 2033 und von Block 2 bis 2034 vorgesehen. Mit den geplanten und genehmigten 60 Betriebsjahren zählen sie zu den am längsten betriebenen Reaktorblöcken weltweit. Auch die Betriebserlaubnis für die Blöcke 3 und 4 wurden bis 2036 bzw. 2039 verlängert. Im Kernkraftwerks Kola sind insgesamt 2.600 Arbeitskräften tätig (Stand 2010).
Die Nachrüst- und Rekonstruktionsmaßnahmen für die Betriebszeitverlängerung von Block 3 wurden im Jahr 2011 mit 88 Änderungsmaßnahmen an Geräten, Gebäuden und Strukturen zu Kosten von rund 2,5 Milliarden Rubel abgeschlossen. Ein wesentlicher Teil bestand in dem Einbau eines digitalen Steuerungssystems. Bei den laufenden Inspektions- und Prüfungskontrollen wurde auch die staatliche Aufsichtsbehörde Finnlands (STUK) eingebunden. Dem Block 4 wurde nach Abschluss der Umbauarbeiten im Jahr 2014 eine Lizenz für den Betrieb bis 2039 erteilt.
Die Nachrüstmaßnahme für Block 1 zur Lebensdauerverlängerung begannen 2016 und schließen den Bau eines neuen Gebäudes, das ein zusätzliches Notkühlsystem aufnehmen soll, mit ein. Die gerätetechnische Modernisierung umfasst den Austausch von Relaisschutz- und Automatisierungsgeräten für die Generator-Transformator-Einheiten, 6-kV Trennschalter für die Turbinengeneratoren, welche in 40 Relaisschutz- und Automatisierungsschränken eingebaut wurden. Hierfür wurden rund 100 km neue Kabelleitungen zu den Relaisschutz- und Automatisierungsgeräten verlegt.
Die Arbeiten für Verlängerung der Lebensdauer von Block 2 wurden 2019 mit einem Kostenaufwand von rund 4,5 Milliarden Rubel (etwa 72 Millionen US-Dollar) abgeschlossen, bevor die Aufsichtsbehörden die Laufzeitverlängerung bewilligte.
Zur Verlängerung Lebensdauer der Kernkraftwerke stellt die IAEA fest: Etwa zwei Drittel der Kernkraftreaktoren der Welt sind im Jahr 2020 über 30 Jahre alt. Daher überprüfen immer mehr Länder den langfristigen Betrieb ihrer Kernkraftwerke und verlängern ihre Lebensdauer über das hinaus, was sie ursprünglich vor drei oder vier Jahrzehnten geplant hatten.

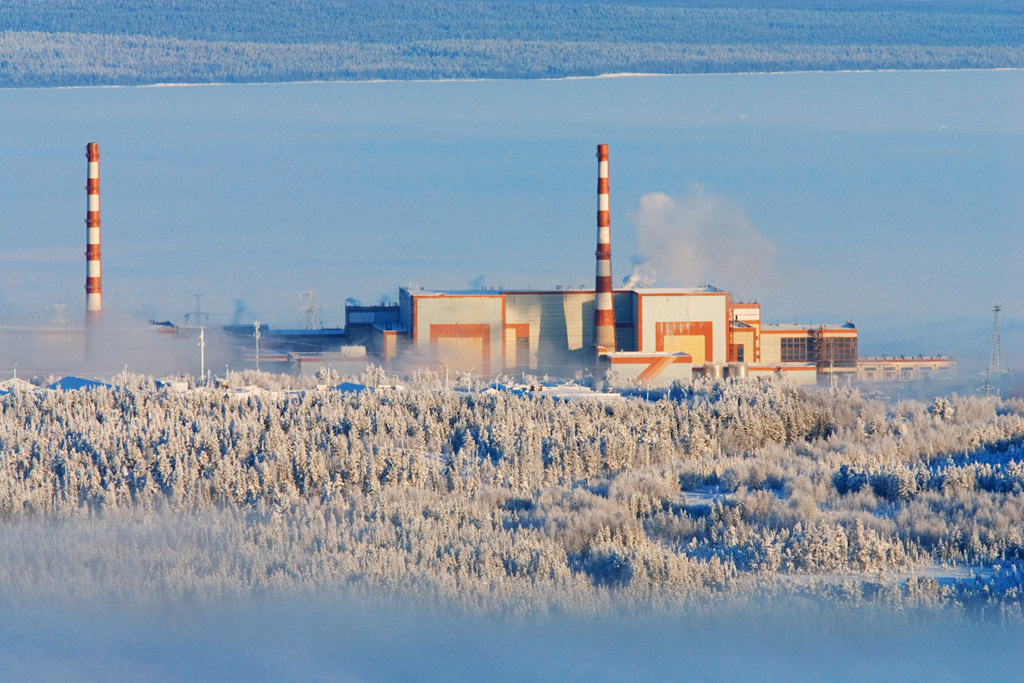
Luftaufnahme KKW Kola von 2007, Reaktorgebäude der Blöcke 3 und 4
Turbinenhalle 2 der Reaktoren 3 und 4
Reparatur am Reaktorblock 1 mit entfernter Confinement-Kappe, im Hintergrund ist die Confinement-Kappe von Block 2 zu sehen.

## Daten der Reaktorblöcke
| Reaktorblock | Reaktortyp   | Nettoleistung | Bruttoleistung | Baubeginn  | Netzsynchronisation | Kommerzieller Betrieb | Betriebszeitverlängerung bis |
| ------------ | ------------ | ------------- | -------------- | ---------- | ------------------- | --------------------- | ---------------------------- |
| Kola 1       | WWER-440/230 | 411 MW        | 440 MW         | 01.05.1970 | 29.06.1973          | 28.12.1973            | 2033                         |
| Kola 2       | WWER-440/230 | 411 MW        | 440 MW         | 01.05.1970 | 09.12.1974          | 21.02.1975            | 2034                         |
| Kola 3       | WWER-440/213 | 411 MW        | 440 MW         | 01.04.1977 | 24.03.1981          | 03.12.1982            | 2036                         |
| Kola 4       | WWER-440/213 | 411 MW        | 440 MW         | 01.08.1976 | 11.10.1984          | 06.12.1984            | 2039                         |

## Störereignisse
- November 1992 – Kurzschluss in der Gleichstromversorgung

Der Block 1 wurde durch einen Kurzschluss in der Gleichstromversorgung ungeplant abgeschaltet. Die Backup-Dieselgeneratoren konnten daraufhin fehlerhaft nicht gestartet werden. Der Reaktor blieb während der gesamten Störung unter Kontrolle. Das Ereignis wurde in die Stufe 2 der Internationalen Nuclear Event Scale (INES) eingestuft.
- Februar 1993 – Beschädigung der Kraftwerksübertragungsleitungen und Ausfall der Dieselgeneratoren von Block 1

Ein Tornado beschädigte die Übertragungsleitungen des Kola-Kraftwerks und führte bei allen vier Reaktorblöcken zu Turbinen- und Reaktorabschaltungen. Das Ereignis wurde auf der INES in die Stufe 3 eingestuft. Notdieselgeneratoren für die Blöcke 2, 3 und 4 wurden erfolgreich gestartet. Die Dieselgeneratoren von Block 1 starteten jedoch nicht planmäßig. Die Batterieleistung hielt die Instrumentierung der Anlage in Betrieb. Dieses Ereignis wurde auf der INES in die Stufe 2 eingestuft.
Nach dem Ereignis erhielten Diesel-Notstromaggregate größere Kraftstoffvorräte und wurden verbessert, um einen Neustart zu gewährleisten
- Mai 1993 – Primärdruckabfall durch fehlerhaftes Öffnen eines Sicherheitsventils

Der Druck im Primärkreislauf von Kola-3 fiel nach einem fehlerhaften Öffnen eines Sicherheitsventils ab. Der Druckabfall aktivierte das Notkühlsicherheitssystem des Reaktors. Das Ereignis wurde auf der INES in die Stufe 1 eingestuft.
- März 1994 – Zwei Primärkühlmittellecks in Block 2 und 3

Im Kraftwerk traten zwei Primärkühlmittellecks auf: In Block 2 trat nach einem Rohrbruch im Hilfs-Primärkreislauf-Reinigungssystem Primärkühlmittel aus. In Block 3 trat aufgrund eines undichten Flansches in einem Steuerstabantrieb Primärkühlmittel aus.
Nach unterschiedlicher Einschätzung der Einstufung des Ereignisses von Block 2 durch den Kraftwerksbetreiber – Rosenergoatom, die russische Aufsichtsbehörde für nukleare Sicherheit – Gosatomnadzor und den nationalen INES-Offizier Russlands, wurde das Ereignis, das normalerweise als Level 1 eingestuft würde, aber aufgrund von Mängeln in der Sicherheitskultur auf Level 2 angehoben.
- September 1995 – Abschaltung der Stromversorgung der Atom-U-Boot-Basis

Der Kola-Kraftwerksbetreiber unterbrach die Stromversorgung der Atom-U-Boot-Basis der russischen Nordflotte, weil die Basis ihre Stromrechnungen nicht bezahlt hatte. Die Basis wurde wieder mit Strom versorgt, nachdem das russische Militär bewaffnete Soldaten in das Werk geschickt hatte. Aufgrund des Stromausfalls hatten mehrere stillgelegte U-Boote mit Atomantrieb keine Möglichkeit die Kühlsysteme der Reaktoren mit Strom zu versorgen. Infolge dieses und ähnlicher Vorfälle auf russischen Militärbasen wurde vom Ministerpräsident Tschernomyrdin Ende September ein Befehl unterzeichnete, wonach dem regionalen Stromversorger untersagt ist, Strom für militärische Einrichtungen abzuschalten.
- 8. April 1999 – unerlaubter Eingriff in die Turbinenanlage

Der Reaktor Nr. 1 wurde automatisch durch eine Fehlfunktion in der Turbinenanlage abgeschaltet. Durch Eingriffe in das Öldrucküberwachungssystem der Turbinenanlage, um daraus Teile zu entwenden (vermutlich durch das Werkspersonal), erfolgte die Sicherheitsabschaltung des Reaktors. Der Kraftwerksbetreiber stufte den Fall vorläufig in die Stufe 0 der INES-Skala ein.
- 15. Januar 2010 – Explosion eines Maschinentransformators

Infolge der Explosion eines Maschinentransformators wurden die zwei 330-Kilovolt-Stromnetze der Verbraucher in der Region Murmansk automatisch abgeschaltet. Von den vier in Betrieb befindlichen Kraftwerksblöcken, die eine Leistung von 1433 MW erzeugten, wurden die Blöcke 3. und 4. gemäß den Richtlinien auf 50 % der Nennleistung reduziert.
Durch die heftige Explosion des fünf Meter großen öl-isolierten Transformators wurden die umliegenden Einrichtungen der Kraftwerksanlage in einem Radius von 80 Metern beschädigt. Neben der Unterbrechung der zwei Stromleitungen fiel auch die Energieversorgung der Kühlwasserpumpen des Kühllagers für abgebrannte Brennelemente aus. Dem Kraftwerkspersonal gelang es, die Versorgung des Stromnetzes in etwa 1 Minute durch eine Reserveversorgung wieder herzustellen. Die Stromversorgung der Kühllagers wurde jedoch etwa drei Stunden nach dem Vorfall wieder zugeschaltet. Der durch die Explosion zerstörte Maschinentransformator war erst vor drei Jahren im Kraftwerk installiert worden.
Die Pressemitteilung des Kernkraftwerks Kola, die erst 18 Tage nach dem Vorfall erfolgte, wurde von den norwegischen Behörden kritisiert. Nach dem Informationsabkommen zwischen Norwegen und Russland soll Russland über Unfälle im Kernkraftwerk informieren.
- Februar 2016 – durchgebranntes Stromkabel

Gemäß der Sicherheitsanweisungen kam es zu einer ungeplanten Abschaltung des Reaktors Nr. 4. Im Rahmen eines geplanten Tests an einer Pumpe eines Hilfssystems wurde ein durchgebranntes Stromkabel festgestellt. Der Kraftwerksbetreiber stufte den Fall vorläufig in die Stufe 0 der INES-Skala ein.

## Kernkraftwerk Kola II
Es ist geplant, in der Nähe des Standortes von Kola ein Nachfolgekraftwerk Kola II zu bauen. Geplant waren zwei Reaktoren des Typs WWER-1200 in Bauform eines AES-2006. Mittlerweile wird der Reaktortyp WWER-600 projektiert. Der Baubeginn des ersten Reaktors soll 2028 stattfinden, die Inbetriebnahme 2034.